# Chrysomikia viridicapitis
Chrysomikia viridicapitis är en tvåvingeart som beskrevs av Chao och Zhou 1987. Chrysomikia viridicapitis ingår i släktet Chrysomikia och familjen parasitflugor. Inga underarter finns listade i Catalogue of Life.